# Ogdenia
Ogdenia Peckham & Peckham, 1908 è un genere di ragni appartenente alla famiglia Salticidae.

## Caratteristiche
Lo studio originario dei coniugi Peckham stabilì la prossimità di questo genere con Hasarius; l'epigino femminile è stato disegnato dall'aracnologo Prószynski nel 1984.
I descrittori originali considerarono questo ragno come un imitatore di vespe mutillidi

## Distribuzione
L'unica specie oggi nota di questo genere è stata rinvenuta nel Borneo.

## Tassonomia
Il nome originario dato a questo genere fu Rooseveltia nel 1907 e venne cambiato un anno dopo con l'attuale.
A dicembre 2010, si compone di una specie:
- Ogdenia mutilla (Peckham & Peckham, 1907)[3] — Borneo